# Ephebus sulcatus
Ephebus sulcatus es una especie de coleóptero de la familia Endomychidae.

## Distribución geográfica
Habita en México y Colombia.